# Mercy Brown
Mercy Lena Brown (Exeter, Rhode Island, Estats Units d'Amèrica, 1873 - 1892) va ser una jove que va morir a causa de la tuberculosi pulmonar i que per sospites d'haver-se convertit en un vampir el seu cos va ser exhumat el 18 de març de 1892 en el cementiri de Chestnut Hill, on havia estat sepultada, per a treure-li el cor i cremar-lo.
El seu cas és famós en els anals del folklore dels EUA per ser el més recent i potser l'últim amb els cànons del mite del vampir i en la literatura popular se l'anomena "l'última vampira de Nova Anglaterra".

## Fets

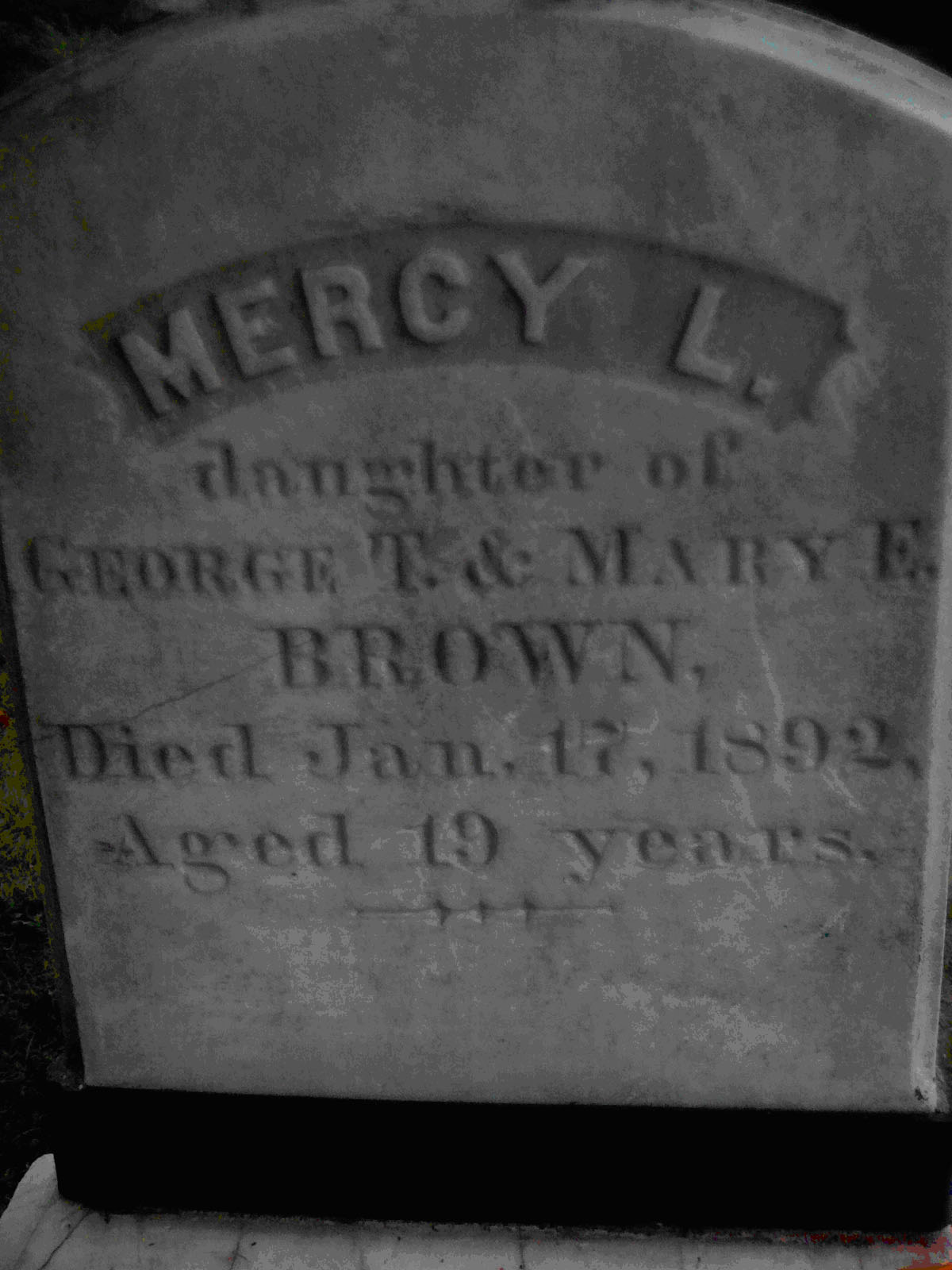
Làpida de la tomba de Mercy Brown en el cementiri de Chestnut Hill.

La tranquil·la existència de la família del granger George Brown, el pare de Mercy, es va veure interrompuda quan víctima d'una epidèmia de tuberculosi va començar a patir la tràgica mort dels seus membres amb intervals relativament curts. L'any 1883 va morir la mare, Mary, seguida set mesos després per Mery Olive, la filla petita. Set anys més tard Edwin, el fill, va presentar símptomes similars als de la seva mare i als de la germana, del que llavors s'anomenava el mal de "consumpció" o tisi galopant, per la qual cosa va ser enviat per ser curat a Colorado, on hi havia un millor clima; però va retornar a la seva llar, sense haver millorat, quan va tenir notícies que la seva germana Mercy havia estat víctima també del mateix mal. D'aquest mal va morir el 17 de gener de 1892 als 19 anys.
George Brown, el patriarca de la família, per tal de salvar al seu fill, la malaltia del qual progressava irremeiablement, va acceptar que s'obrissin les tombes de la seva família davant la sospita que havien estat víctimes del vampirisme, tot i que mai no va acceptar estar-ne convençut. En obrir les tombes en presència del metge de la família es van trobar que les restes de la seva dona estaven momificades i la filla era ja només ossos. No va ser aquest el cas de Mercy, morta nou setmanes enrere, l'aspecte de la qual era ufanós amb les ungles i el pèl crescuts, semblava confirmar les sospites, per la qual cosa li van treure el cor i el van cremar abans de tornar a sepultar-la. Alguns escriptors esmenten la possibilitat que el ritual inclogués fer-li beure a Edwin Brown un beuratge preparat amb les cendres del cor de la seva germana, tot i que això no va impedir la seva mort el 2 de maig d'aquell mateix any.
El cas va ser difós en diaris com The Providence Journal, suscitant controvèrsia i crítiques per les decisions i accions realitzades.

## Mercy Brown en la cultura contemporània
La seva història sempre s'explica per Halloween i els rumors assenyalen que a la seva tomba, que és visitada i rep ofrenes de flors i petites carabasses, s'hi donen fenòmens paranormals.
El 16 d'agost de 1996 la tomba va ser objecte de vandalisme. La seva làpida va desaparèixer però va ser recuperada cinc dies després.

## Mercy Brown en la ficció
Sembla que l'escriptor irlandès Bram Stoker, en un viatge als Estats Units va conèixer el cas i entre les seves pertinences tenia retalls de diari relacionats amb el cas, per la qual cosa alguns suposen que els fets li van servir en part d'inspiració per a la seva famosa novel·la Dràcula publicada l'any 1897.
L'escriptor de Providence H. P. Lovecraft menciona el cas en el seu relat "The Shunned House".